# San Antonio (distrito de San Martín)
San Antonio é um distrito do Peru, departamento de San Martín, localizada na província de San Martín.

## Transporte
O distrito de San Antonio é servido pela seguinte rodovia:
- SM-116, que liga o distrito de Tarapoto à cidade de Lamas [1][2][3]